# Hanka Petzold
Hanka Schjelderup Petzold (født 27. Juni 1862 i Kristiansand, død 14. august 1937 i Tokyo) var en norsk-tysk sangerinde, pianist og musikpædagog. Hun blev kaldt for "grundlæggeren af japansk vokalmusik".